# Кормужиханка
Кормужиханка — посёлок в в Октябрьском районе Ханты-Мансийского автономного округа — Югры. Входит в состав городского поселения Октябрьское.

## Климат
Климат резко континентальный, зима суровая, с сильными ветрами и метелями, продолжающаяся семь месяцев. Лето относительно тёплое, но быстротечное.

## История
В 1961 году зарегистрирован вновь возникший населённый пункт — посёлок Кормужиханский Октябрьского поселкового Совета

## Статистика населения
| 1989 | 2002 | 2010 | 2021 |
| ---- | ---- | ---- | ---- |
| 447  | ↘349 | ↘252 | ↘183 |